# Walter Hagemann
Walter Hagemann (Euskirchen, 16 januari 1900 - Potsdam, 16 mei 1964) was een Duitse communicatiewetenschapper en politicus (Duitse Centrumpartij, daarna van de CSU en de Ost CDU).

## Levensloop
Hagemann studeerde politiek, geschiedenis, filosofie en economie aan de universiteiten van Münster, München en Leipzig. Hij promoveerde in 1921 of 1922 bij professor Friedrich Meinecke. Vanaf 1923 maakte hij als journalist verschillende reizen naar Azië en Afrika. Vanaf 1927 werkte hij als buitenland redacteur bij de Germania Zeitung, het Berlijnse dagblad van de Duitse Centrumpartij. Vanaf 1934, totdat de Germania in 1938 verboden werd, was hij hoofdredacteur. Daarna werkte Hagemann als redacteur van een persbureau buitenland dat onder het Ministerie van Voorlichting en Propaganda viel, en onder leiding stond van de nationale pers- en propagandaspecialist Walther Heide. Heide had zich als voorzitter van het Duitse Wetenschappelijke Verbond van kranten verbonden met de nazi's.

## Politieke carrière
Hagemann was voor de Tweede Wereldoorlog lid van de Duitse Centrumpartij. Na 1945 was hij een van de oprichters van de CSU. Nadat hij hoogleraar werd verwisselde hij de CSU voor de CDU. Vanwege zijn deelname aan vergaderingen en demonstraties van de toenmalige buitenparlementaire oppositie en politieke optredens in de DDR werd hij in 1958 uit de CDU gezet.

## Belangrijkste publicaties
- Grundzüge der Publizistik. Münster 1947.
- Publizistik im Dritten Reich. Ein Beitrag der Methodik der Massenführung. Hamburg 1948.
- Die Zeitung als Organismus. Ein Leitfaden. Heidelberg 1950.
- Vom Mythos der Masse. Ein Beitrag zur Psychologie der Öffentlichkeit. Heidelberg 1951.
- Der Film. Wesen und Gestalt. Heidelberg 1952.
- Fernhören und Fernsehen. Eine Einführung in das Rundfunkwesen. Heidelberg 1954.
- Die soziale Lage des deutschen Journalistenstandes, insbesondere ihre Entwicklung seit 1945. Düsseldorf 1956.
- Die deutsche Zeitschrift der Gegenwart. Münster 1957.
- Dankt die Presse ab? München 1957.
- Filmbesucher und Wochenschau. Emsdetten 1959.
- Grundzüge der Publizistik. Als eine Einführung  in die Lehre von der sozialen Kommunikation neu herausgegeben von Henk Prakke unter Mitarbeit von Winfried B. Lerg und Michael Schmolke. Münster 1966